# Scilla paui
Scilla paui är en sparrisväxtart som beskrevs av Charles Carmichael Lacaita. Scilla paui ingår i släktet blåstjärnesläktet, och familjen sparrisväxter. Inga underarter finns listade i Catalogue of Life.